# توماس باس
توماس باس (بالإنجليزية: Thomas Bass)‏ هو كاتب أمريكي، ولد في 9 مارس 1951 في الولايات المتحدة.